# ماكاي (البرازيل)
ماكاي هي بلدية في البرازيل، تتبع ريو دي جانيرو، بلغ عدد سكانها 132,461  نسمة في 2000، تبلغ مساحتها 469 ميل مربع (1,210 كـم2).

## الموقع
تشترك في الحدود مع:
- Carapebus [الإنجليزية]‏.

## مدن توأم
المدن التوأم:
- ستافانغر
- فارا فيليورم بيتري.

## أعلام
- واشنطن لويس بيريرا دي سوزا
- فاغنر كاريوكا
- كوتينو
- روي دي فريتاس
- دييغو بيريرا كوريا
- مانويل أنطونيو دي ألميدا